# Vágner Love
Vágner Love (született: Vágner Silva de Souza) (Rio de Janeiro, 1984. június 11. –) brazil labdarúgó, a brazil Atlético Goianiense játékosa.

## Pályafutása

### Klubszinten
A Palmeirasban kezdte a pályafutását és a 2003-as szezonban nagy részt vállalt a brazil Série A-ba való feljutásban.
2004 nyarán a CSZKA Moszkva körülbelül 8 millió dollárért leigazolta. Szerződését követően egy évvel az a híresztelés jelent meg, hogy nem akar Moszkvában maradni, és a Corinthiansba igazol, végül ez nem történt meg. 2009-ben a Palmeiras, 2010-ben pedig a Flamengo együttesénél szerepelt kölcsönjátékosként.

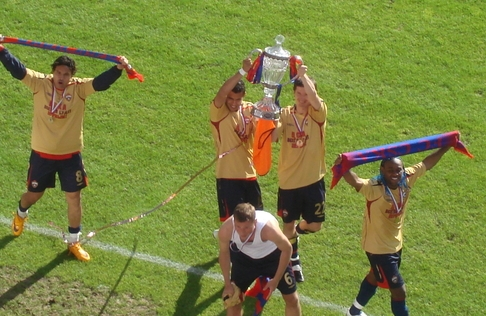
A 2008-as orosz kupagyőzelem után

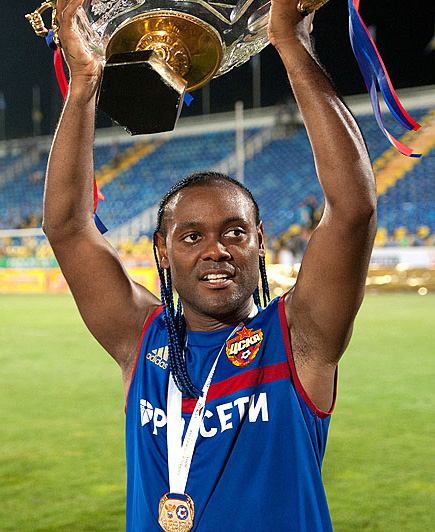
Vágner Love a 2013-as orosz szuperkupával

A 2005-ös UEFA-kupa-döntőben a Sporting ellen 3–1-re megnyert mérkőzésen gólt szerzett. Abban az idényben még orosz bajnok és orosz kupagyőztes lett. 2006-ban az orosz szuperkupa győzelmet ünnepelhetett csapatával. Abban az évben ismét bajnoki aranyat és orosz kupagyőzelmet szerzett. 2007-ben harmadik helyezettek lettek a bajnokságban, viszont megnyerték az orosz szuperkupát. 2008-ban újra elhódították az orosz kupát, a bajnokságban pedig ezüstérmes helyen végeztek. Abban az idényben első ízben megszerezte az orosz bajnokság gólkirályi címét, valamint második külföldiként megválasztották az év orosz labdarúgójának is.
A 2008–2009-es UEFA-kupa csoportkörét követően a góllövőlistát nyolc góllal vezette, melyeket négy mérkőzésen szerzett. A gólkirályi címet végül meg is nyerte 10 mérkőzésen elért 11 találatával.
2016. augusztus 30-án kétéves szerződést kötött a török első osztályban érdekelt Alanyaspor csapatával.
2018. január 25-én a Beşiktaşhoz igazolt.

### A válogatottban
Tagja volt a 2004-es Copa América-győztes brazil válogatott keretének. Abban az időben a brazil szövetségi kapitánytól, Carlos Alberto Parreirától kevés játéklehetőséget kapott, majd az új szövetségi kapitány, Carlos Dunga visszahívta a Seleçãoba csapattársaival, Daniel Carvalhóval és Dudu Cearensével együtt. A negyedik válogatottsága alkalmával Wales ellen megszerezte az első gólját a nemzeti csapatban.

## Sikerei, díjai

### Klubcsapattal
- Palmeiras:
  - Brazil Série B: 2003

- CSZKA Moszkva:
  - Orosz bajnok: 2005, 2006, 2012–13
  - Orosz bajnoki ezüstérmes: 2004, 2008
  - Orosz bajnoki bronzérmes: 2004, 2007
  - Orosz kupagyőztes: 2004–05, 2005–06, 2007–08, 2008–09, 2010–11, 2012–13
  - Orosz szuperkupa-győztes: 2006, 2007, 2009, 2013
  - UEFA-kupa-győztes: 2005

- Santung Lüneng:
  - Kínai FA Kupa: 2014

- Corinthians:
  - Brazil Série A: 2015
  - São Paulo állami bajnok: 2019

- Kajrat:
  - Kazahsztán Premier League: 2020
  - Kazah kupa: 2021

### Válogatottal
- Copa América-győztes: 2004, 2007

### Egyéni
- Az év orosz labdarúgója: 2008
- Orosz gólkirály: 2008
- Brazil másodosztály gólkirálya: 2003
- Az UEFA-kupa gólkirálya: 2009
- 2008-ban a sports.ru a Premjer-Liga legjobb külföldi labdarúgójának választotta meg.[5]

## Pályafutása statisztikái
| #            | Dátum               | Helyszín        | Ellenfél              | Gólarány     | Eredmény     | Rendezvény                  |
| Brazília U20 | Brazília U20        | Brazília U20    | Brazília U20          | Brazília U20 | Brazília U20 | Brazília U20                |
| ------------ | ------------------- | --------------- | --------------------- | ------------ | ------------ | --------------------------- |
| 1.           | 2003. augusztus 3.  | Santo Domingo   | Kolumbia              | 4–0          | Győzelem     | 2003-as Pánamerikai játékok |
| 2.           | 2003. augusztus 3.  | Santo Domingo   | Kolumbia              | 4–0          | Győzelem     | 2003-as Pánamerikai játékok |
| 3.           | 2003. augusztus 6.  | Santo Domingo   | Dominikai Köztársaság | 5–0          | Győzelem     | 2003-as Pánamerikai játékok |
| 4.           | 2003. augusztus 9.  | Santo Domingo   | Kuba                  | 2–1          | Győzelem     | 2003-as Pánamerikai játékok |
| Brazília     |                     |                 |                       |              |              |                             |
| 1.           | 2006. szeptember 5. | White Hart Lane | Wales                 | 2–0          | Győzelem     | Barátságos                  |
| 2.           | 2007. március 27.   | Stockholm       | Ghána                 | 1–0          | Győzelem     | Barátságos                  |
| 3.           | 2007. július 7.     | Puerto la Cruz  | Chile                 | 6–1          | Győzelem     | 2007-es Copa América        |
| 4.           | 2007. október 17.   | Rio de Janeiro  | Ecuador               | 5–0          | Győzelem     | 2010-es vb-selejtező        |